# Internazionali d'Italia 2007 - Qualificazioni singolare femminile
Le qualificazioni del singolare femminile degli Internazionali d'Italia 2007 sono state un torneo di tennis preliminare per accedere alla fase finale della manifestazione. I vincitori dell'ultimo turno sono entrati di diritto nel tabellone principale. In caso di ritiro di uno o più giocatori aventi diritto a questi sono subentrati i lucky loser, ossia i giocatori che hanno perso nell'ultimo turno ma che avevano una classifica più alta rispetto agli altri partecipanti che avevano comunque perso nel turno finale.
Le qualificazioni prevedevano 32 partecipanti di cui 8 sono entrati nel tabellone principale.

## Teste di serie
1. Michaëlla Krajicek (ultimo turno)
2. Aravane Rezaï (Qualificata)
3. Assente
4. Elena Vesnina (primo turno)
5. Lourdes Domínguez Lino (ultimo turno)
6. Kateryna Bondarenko (Qualificata)
7. Aiko Nakamura (primo turno)
8. Tamarine Tanasugarn (ultimo turno)

1. Zi Yan (primo turno)
2. Tamira Paszek (Qualificata)
3. Catalina Castaño (Qualificata)
4. Sun Tiantian (Qualificata)
5. Sara Errani (primo turno)
6. Karolina Šprem (Qualificata)
7. Sophie Ferguson (primo turno)
8. Juliana Fedak (ultimo turno)

## Qualificati
1. Tamira Paszek
2. Aravane Rezaï
3. Galina Voskoboeva
4. Catalina Castaño

1. Karolina Šprem
2. Kateryna Bondarenko
3. Zi Yan
4. Sun Tiantian

## Tabellone

### Legenda
| - Q = Qualificato - WC = Wild card - LL = Lucky loser | - ALT = Alternate - SE = Special Exempt - PR = Protected Ranking | - w/o = Walkover - r = Ritirato - d = Squalificato |

### Sezione 1
|  | Primo turno | Primo turno    | Primo turno    | Primo turno | Primo turno |  |  | Ultimo turno | Ultimo turno       | Ultimo turno | Ultimo turno | Ultimo turno |  |
|  |             |                |                |             |             |  |  |              |                    |              |              |              |  |
|  |             |                |                |             |             |  |  |              |                    |              |              |              |  |
|  |             |                |                |             |             |  |  | 1            | Michaëlla Krajicek | 6            | 5            | 2            |  |
|  | 10          | Tamira Paszek  | Tamira Paszek  | 6           | 6           |  |  | 10           | Tamira Paszek      | 2            | 7            | 6            |  |
|  |             | Andreja Klepač | Andreja Klepač | 0           | 4           |  |  |              |                    |              |              |              |  |

### Sezione 2
|  | Primo turno | Primo turno          | Primo turno          | Primo turno | Primo turno |  |  | Ultimo turno | Ultimo turno  | Ultimo turno  | Ultimo turno | Ultimo turno |  |
|  |             |                      |                      |             |             |  |  |              |               |               |              |              |  |
|  |             |                      |                      |             |             |  |  |              |               |               |              |              |  |
|  |             |                      |                      |             |             |  |  | 2            | Aravane Rezaï | Aravane Rezaï | 7            | 6            |  |
|  |             | Sara Errani          | Sara Errani          | 7           | 6           |  |  |              | Sara Errani   | Sara Errani   | 6(0)         | 2            |  |
|  | 13          | Emmanuelle Gagliardi | Emmanuelle Gagliardi | 5           | 3           |  |  |              |               |               |              |              |  |

### Sezione 3
|  | Primo turno | Primo turno            | Primo turno            | Primo turno | Primo turno |  |  | Ultimo turno | Ultimo turno      | Ultimo turno      | Ultimo turno | Ultimo turno |  |
|  |             |                        |                        |             |             |  |  |              |                   |                   |              |              |  |
|  | 17          | Galina Voskoboeva      | Galina Voskoboeva      | 6           | 6           |  |  |              |                   |                   |              |              |  |
|  |             | Vanessa Henke          | Vanessa Henke          | 0           | 3           |  |  | 17           | Galina Voskoboeva | Galina Voskoboeva | 6            | 6            |  |
|  |             | Sophie Ferguson        | Sophie Ferguson        | 6           | 6           |  |  |              | Sophie Ferguson   | Sophie Ferguson   | 0            | 4            |  |
|  | 15          | Virginia Ruano Pascual | Virginia Ruano Pascual | 0           | 2           |  |  |              |                   |                   |              |              |  |

### Sezione 4
|  | Primo turno | Primo turno          | Primo turno      | Primo turno | Primo turno |  |  | Ultimo turno | Ultimo turno         | Ultimo turno         | Ultimo turno | Ultimo turno |  |
|  |             |                      |                  |             |             |  |  |              |                      |                      |              |              |  |
|  |             | Mirjana Lučić-Baroni | 6                | 3           | 6           |  |  |              |                      |                      |              |              |  |
|  | 4           | Elena Vesnina        | 3                | 6           | 2           |  |  |              | Mirjana Lučić-Baroni | Mirjana Lučić-Baroni | 2            | 2            |  |
|  | 11          | Catalina Castaño     | Catalina Castaño | 6           | 6           |  |  | 11           | Catalina Castaño     | Catalina Castaño     | 6            | 6            |  |
|  |             | Corinna Dentoni      | Corinna Dentoni  | 4           | 1           |  |  |              |                      |                      |              |              |  |

### Sezione 5
|  | Primo turno | Primo turno            | Primo turno    | Primo turno | Primo turno |  |  | Ultimo turno | Ultimo turno           | Ultimo turno           | Ultimo turno | Ultimo turno |  |
|  |             |                        |                |             |             |  |  |              |                        |                        |              |              |  |
|  | 5           | Lourdes Domínguez Lino | 6              | 4           | 6           |  |  |              |                        |                        |              |              |  |
|  |             | Giulia Gabba           | 1              | 6           | 4           |  |  | 5            | Lourdes Domínguez Lino | Lourdes Domínguez Lino | 5            | 3            |  |
|  | 14          | Karolina Šprem         | Karolina Šprem | 6           | 6           |  |  | 14           | Karolina Šprem         | Karolina Šprem         | 7            | 6            |  |
|  |             | Kyra Nagy              | Kyra Nagy      | 3           | 4           |  |  |              |                        |                        |              |              |  |

### Sezione 6
|  | Primo turno | Primo turno   | Primo turno   | Primo turno | Primo turno |  |  | Ultimo turno | Ultimo turno        | Ultimo turno | Ultimo turno | Ultimo turno |  |
|  |             |               |               |             |             |  |  |              |                     |              |              |              |  |
|  |             |               |               |             |             |  |  |              |                     |              |              |              |  |
|  |             |               |               |             |             |  |  | 6            | Kateryna Bondarenko | 6            | 3            | 6            |  |
|  | 16          | Juliana Fedak | Juliana Fedak | 6           | 6           |  |  | 16           | Juliana Fedak       | 3            | 6            | 1            |  |
|  |             | Stella Menna  | Stella Menna  | 0           | 2           |  |  |              |                     |              |              |              |  |

### Sezione 7
|  | Primo turno | Primo turno     | Primo turno | Primo turno | Primo turno |  |  | Ultimo turno    | Ultimo turno    | Ultimo turno | Ultimo turno | Ultimo turno |  |
|  |             |                 |             |             |             |  |  |                 |                 |              |              |              |  |
|  |             | Nathalie Viérin | 6           | 63          | 6           |  |  |                 |                 |              |              |              |  |
|  | 7           | Aiko Nakamura   | 4           | 7           | 1           |  |  | Nathalie Viérin | Nathalie Viérin | 6            | 63           | 4            |  |
|  |             | Zi Yan          | 6           | 3           | 6           |  |  | Zi Yan          | Zi Yan          | 3            | 7            | 6            |  |
|  | 9           | Iveta Benešová  | 4           | 6           | 3           |  |  |                 |                 |              |              |              |  |

### Sezione 8
|  | Primo turno | Primo turno         | Primo turno         | Primo turno | Primo turno |  |  | Ultimo turno | Ultimo turno        | Ultimo turno        | Ultimo turno | Ultimo turno |  |
|  |             |                     |                     |             |             |  |  |              |                     |                     |              |              |  |
|  | 8           | Tamarine Tanasugarn | Tamarine Tanasugarn | 6           | 6           |  |  |              |                     |                     |              |              |  |
|  |             | Astrid Besser       | Astrid Besser       | 3           | 2           |  |  | 8            | Tamarine Tanasugarn | Tamarine Tanasugarn | 3            | 4            |  |
|  | 12          | Sun Tiantian        | Sun Tiantian        | 6           | 6           |  |  | 12           | Sun Tiantian        | Sun Tiantian        | 6            | 6            |  |
|  |             | Valentina Sassi     | Valentina Sassi     | 1           | 3           |  |  |              |                     |                     |              |              |  |